# A zöldsapkások
A zöldsapkások (eredeti cím angolul: The Green Berets) egy 1968-ban, John Wayne főszereplésével bemutatott amerikai háborús film.

## Cselekmény
A helyszín Észak-Karolina, az USA hadseregének különleges kiképzőközpontja. A zöldsapkások, vagyis azok a tapasztalt, rendkívüli katonák, akiket speciálisan a vietnámi konfliktus megoldására képeztek ki, a sajtó nyilvánossága előtt beszélnek az elkövetkező akciójukról. A küldetés: egy tábor felállítása Dél-Vietnámban és egy helyi vezető elfogása. Az újságírók közül sokan, akárcsak a lakosság nagy része, megkérdőjelezik az Egyesült Államok szerepvállalásának szükségességét a vietnámi konfliktusban. A zöldsapkás csak egy harci robot, akinek nincsenek érzelmei? Gombnyomásra működnek? – ilyen és ehhez hasonló kérdések hangzanak el a sajtótájékoztatón. George Beckworth újságíró, akinek lapja szerint az amerikai katonáknak semmi keresnivalójuk Vietnámban, úgy dönt, a saját szemével akar meggyőződni mi történik a harctéren. Mike Kirby ezredes magával viszi oda, ahol a halál mindennapos hívatlan vendég, ahol állandóak a bombázások, ahol ártatlan vietnámi gyermekek sérülnek meg, és ahol minden újabb nap ajándék.

## Szereplők
| Szereplő           | Színész                | Magyar hang          |
| ------------------ | ---------------------- | -------------------- |
| Mike Kirby ezredes | John Wayne             | Papp János           |
| George Beckworth   | David Janssen          | Csankó Zoltán        |
| Petersen őrmester  | Jim Hutton             | Schnell Ádám         |
| Muldoon őrmester   | Aldo Ray               | Berzsenyi Zoltán     |
| McGee doki         | Raymond St. Jacques    | Csík Csaba Krisztián |
| Morgan ezredes     | Bruce Cabot            | Gruber Hugó          |
| Cai ezredes        | Jack Soo               | Tarján Péter         |
| Nim százados       | George Takei           | Imre István          |
| Jamison hadnagy    | Patrick Wayne          | ?                    |
| Provo őrmester     | Luke Askew             | Sótonyi Gábor        |
| Lin                | Irene Tsu              | ?                    |
| MacDaniel százados | Edward Faulkner        | Vári Attila          |
| Coleman százados   | Jason Evers            | ?                    |
| Kowalski őrmester  | Mike Henry             | ?                    |
| Hamchunk           | Craig Jue              | ?                    |
| Griffin őrmester   | Chuck Roberson         | ?                    |
| Watson őrmester    | Eddy Donno             | ?                    |
| Parks őrmester     | Rudy Robbins           | ?                    |
| Bányász            | Richard 'Cactus' Pryor | ?                    |

## Bemutató
A filmet Magyarországon először az HBO csatornán mutatták be szinkronosan, 1994. november 9-én, majd még kétszer ismételték. Évekkel később a Duna Televízió vetítette 2006 szeptember 7-én, illetve november 23-án.[forrás?]